# Clemente Basavilbaso
Clemente Basavilbaso (Gualeguaychú, 1841 - Concepción del Uruguay, 1907) fue un abogado, estanciero y político argentino, que ejerció como gobernador de la provincia de Entre Ríos entre 1887 y 1889.

## Biografía
Era hijo del general Manuel Basavilbaso. Dedicó su juventud a la administración de varias estancias heredadas de sus padres.
Durante la gobernación de Eduardo Racedo, que había servido a órdenes de su padre, fue nombrado Jefe Político del Departamento Gualeguaychú; poco después fue elegido senador provincial, llegando más tarde a ser presidente del senado.
En 1887 fue elegido vicegobernador, acompañando a Manuel Crespo. Sintiéndose gravemente enfermo, el gobernador presentó su renuncia y le transfirió el gobierno de la provincia el 3 de marzo de 1887, falleciendo dos días después.
Basavilbaso nombró ministros a Sabá Hernández, Ramón Calderón, Lucas Ayarragaray y Torcuato Gilbert; durante su gobierno se inauguró el ferrocarril desde Paraná hasta Concordia, se creó la Escuela de Estudios Superiores de Paraná, y se organizó una Exposición General de Entre Ríos. Fue el fundador de la colonia alemana de Aldea San Rafael. También se completó el primer ramal ferroviario hasta Gualeguaychú.
Terminado su mandato, renunció a ser elegido para cualquier otro cargo público. Falleció en Concepción del Uruguay el 7 de septiembre de 1907.
La ciudad de Basavilbaso recuerda a este gobernador de Entre Ríos. Allí se asentó la primera camada de gauchos judíos de la Argentina, en una localidad que tiene aún hoy tres sinagogas.